# Crabro cribrarius
Crabro cribrarius es una especie de avispa excavadora de cuerpo delgado de la familia Crabronidae.

## Descripción
Puede alcanzar una longitud corporal de 11 a 18 milímetros (0,43 a 0,71 pulgadas) (hembras) o de 9 a 17 milímetros (0,35 a 0,67 pulgadas) (machos). Estas avispas tienen un cuerpo negro y amarillo.

## Distribución
Esta especie está presente en la mayor parte de Europa y en el este a través de la región paleártica hasta Corea.

## Hábitat
Estas avispas excavadoras colonizan áreas de tierras bajas y dunas costeras, pero también se pueden encontrar en áreas urbanas, en bordes de bosques de abetos, pastizales de pizarra y bosques abiertos.